# Viva Macau
Viva Macau was een Chinese luchtvaartmaatschappij met haar thuisbasis in Macau. In maart 2010 schortte het bedrijf zijn activiteiten op nadat de overheid Air Macau dwong zijn contract met Viva Macau op te zeggen, omdat Viva Macau gestrande passagiers niet op deugdelijke wijze zou bijstaan. De overheid trok daarna de vergunning van Viva Macau in.

## Geschiedenis
Viva Macau werd opgericht als 'Wow!Macau' in 2004 en veranderde haar naam in 'Viva Macau' in 2005. Het eerste vliegtuig ging in december 2006 de lucht in.

## Bestemmingen
Viva Macau paste in de loop der jaren zijn bestemmingen aan aan de vraag. In december 2007 voerde de maatschappij lijnvluchten uit naar:
- Busan
- Ho Chi Minhstad
- Jakarta
- Macau
- Sydney

## Vloot

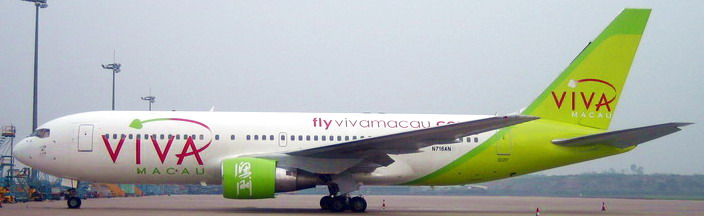
Viva Macau Boeing 767-200

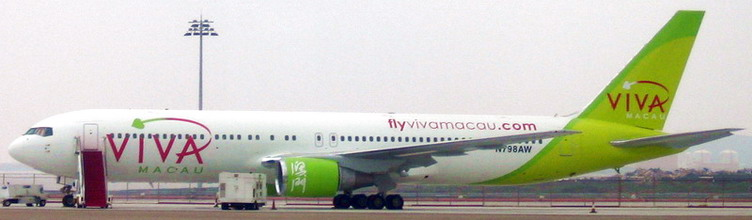
Viva Macau Boeing 767-300

De vloot van Viva Macau bestond op 28 maart 2010 uit:
- 1 Boeing B767-200(ER)
- 2 Boeing B767-300